# Vilgax
Vilgax es un personaje ficticio de la saga Ben 10, creada por Man of Action y emitida por Cartoon Network. Es el principal antagonista de la serie y uno de los personajes más recurrentes de las dos primeras series. Es interpretado en inglés por Steve Blum en Ben 10, y por James Remar en Ben 10: Alien Force, mientras que en Latinoamérica, su voz es doblada por Martín Soto en ambas series.

## Biografía ficticia
Es el enemigo principal de Ben Tennyson ya que este intenta quitarle el Omnitrix. Vilgax apareció durante toda la primera temporada, pero se veía que estaba más débil, porque después lo reconstruyeron con tubos dentro de su cuerpo y obtuvo mayor fuerza.
Es un Chimera Sui Generis del planeta Vilgaxia. Es un conquistador intergaláctico, nada lo detendrá para cumplir su meta: apoderarse del Omnitrix y usarlo para crear un ejército y conquistar cada planeta de la galaxia. Vilgax es el villano principal de todo el programa, excluyendo el spin-off, también fue el enemigo principal de Max Tennyson, ya que en el pasado también trató de apoderarse de la Tierra. Apareció en los capítulos Y fueron 10, Buscando el Omnitrix, La alianza, Secretos, La verdad, Los malos están de regreso, Ben 10.000, Un día perfecto, De regreso a casa y en la película Ben 10: el secreto del Omnitrix. Aparece como jefe final en el videojuego Ben 10: Protector of Earth.
Vilgax une fuerzas solo con villanos muy poderosos como Kevin 11, Sixsix Kraab y otros villanos; y sabe manejar muy bien el Omnitrix, sabe desbloquear y bloquear claves, tiene tentáculos, su propia nave y su propio estilo de robots. Al principio mandaba robots pero luego decidió ir el mismo; fue herido en el pasado por Max y Phill. En el presente por Xylene, congelado, y encerrado y lanzado por Ben; en el futuro es derrotado y puesto en una cápsula. Siempre amenaza a Ben con matar a Max, Gwen o Carl si no le da el Omnitrix. Su poder es la superfuerza, puede hacer más fuertes sus brazos con rayos y comunicarse tras la mente, no le importa si el Omnitrix está en autodestrucción con tal de conseguirlo, él destruyó la ciudad de Rapid City e hizo que Tetrax Shard destruyera su propio planeta. Cree que el planeta Tierra es inmundo y sucio, odia a los humanos; su debilidad es quedar congelado, las explosiones y el alien de Ben Muy Grande (también cualquiera con un tamaño muy grande). Trata a Sixsix como una mascota, a los cazarrecompensas los entrena primero. Fue el causante de que el Omnitrix viniera a la Tierra, ya que explotó la nave de Xylene. Curiosamente, en la primera serie tiene altos conocimiemtos del Omnitrix pero en Ben 10 Alien Force ni siquiera sabe cómo funciona, posiblemente debido a que el Omnitrix fue recalibrado y evolucionó a una nueva versión, mejorando y modificando sus funciones.

### En el futuro
En el episodio Ben 10.000 se ve que Ben 10.000 lo derrotó recientemente y que encerró sus restos en un tubo de contención (el VX001) del cual es liberado por el Dr. Ánimo y se ve nuevo y mejorado e inmune a los poderes de los 10.000 aliens, tiene dispositivos de los cuales lanza bombas, unas cuerdas súper resistentes y más súper fuerza, finalmente es congelado por Articguana.

### Relación con otros personajes

#### Ben Tennyson
En la primera temporada mandaba a otros a hacer el trabajo de quitarle el Omnitrix, hasta que en el episodio Secretos se recupera para capturar al Omnitrix. Desde que fue derrotado por Ben, mutuamente se han tenido rencor y desconfianza.

#### Max Tennyson
En el pasado de plomero de Max, Vilgax intento destruir la Tierra y al ser derrotado por Max, también tiene un rencor tan fuerte que Vilgax quiso mandarlo al proyector, y actualmente lo reconoce a pesar de los años que pasaron.

#### Tetrax Shard
Tetrax era un cazarrecompensas que trabajaba para Vilgax hasta el punto de destruir su propio planeta, y cuando conoce a Ben lo traiciona y tiene desde entonces la relación de un jefe y un exempleado.

#### Gwen Tennyson
Vilgax ocupa a Gwen solo como una rehén para obtener el Omnitrix, mientras que Gwen le es indiferente.